# Rita Segato (nhà nhân học)

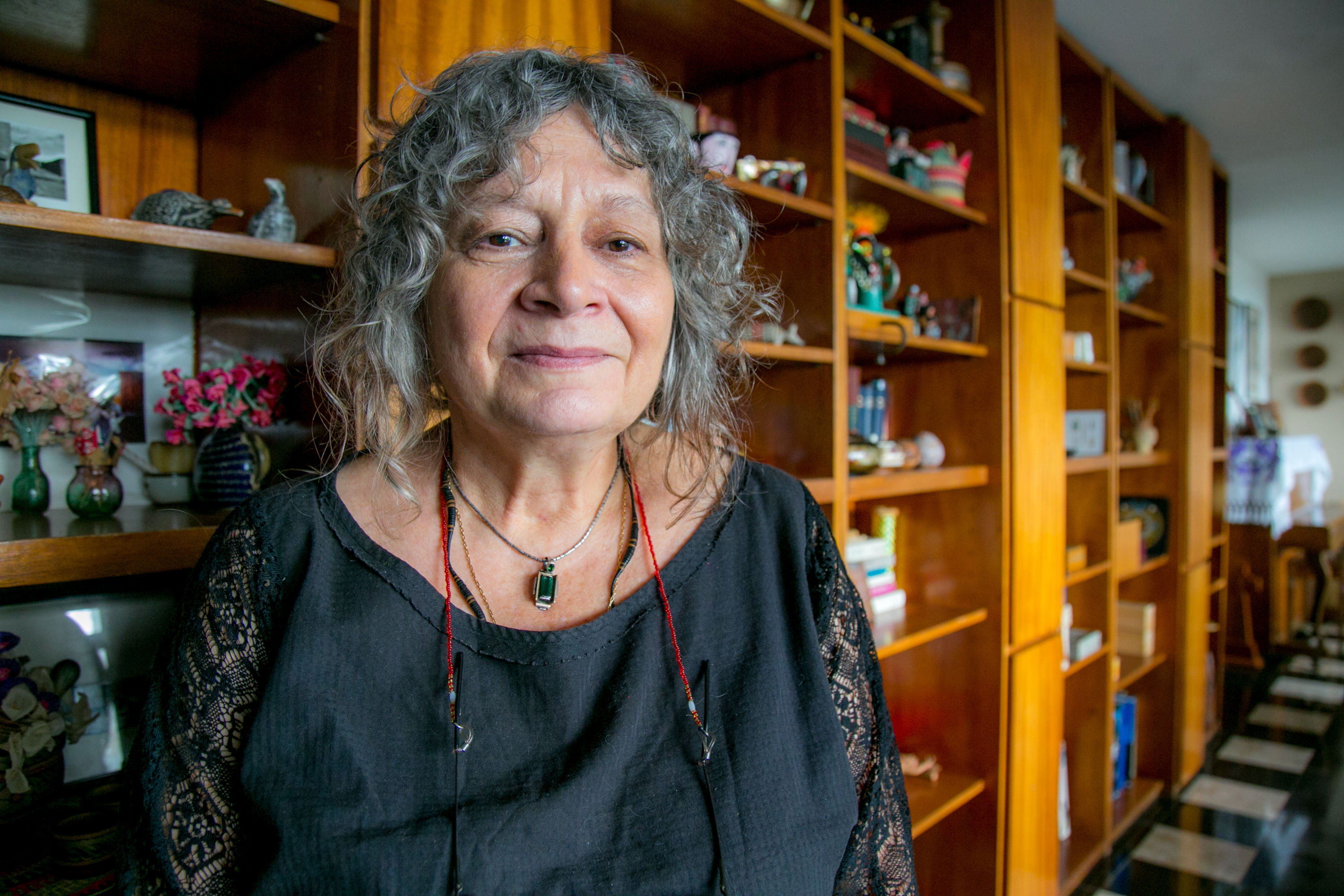
Rita Segato (2018).

Rita Laura Segato sinh ngày 14 tháng 08 năm 1951, là một học giả người mang hai quốc tịch Argentina - Brazil, người được mệnh danh là "một trong những nhà nhân học nữ quyền nổi tiếng nhất ở Mỹ Latinh"  và "một trong những nhà tư tưởng nữ quyền sáng suốt nhất thời đại này".
Segato được sinh ra ở Buenos Aires và được đào tạo tại Học viện Interamericano de Etnomusicología y Folklore de Caracas. Cô có bằng Thạc sĩ và Tiến sĩ Nhân học (1984) từ Đại học Queens, Belfast. Cô giảng dạy Nhân chủng học tại Đại học Brasíc, nơi cô giữ chức Chủ tịch Nhân chủng học và Đạo đức sinh học của UNESCO; kể từ năm 2011, cô đến giảng dạy về Chương trình sau đại học về đạo đức sinh học và nhân quyền. Cô cũng thực hiện nghiên cứu thay mặt Hội đồng Phát triển Khoa học và Công nghệ Quốc gia Brazil. Một trong những lĩnh vực chuyên môn đáng chú ý khác của cô là nghiên cứu về bạo lực giới.
Năm 2016, cùng với Prudencio García Martínez, nhà nhân học Segato trở thành một nhân chứng quan trọng trong vụ án Sepur Zarco, trong đó các sĩ quan cao cấp tại một căn cứ quân sự ở Guatemala đã bị kết án về tội ác chống lại loài người do bắt giữ 14 người phụ nữ liên quan đến tình dục và nô lệ trong nước. Người bào chữa đã cố gắng thách thức lời khai của các nhân chứng, nhưng kháng cáo của họ đã không thành công.

## Ấn phẩm
- Santos e Daimones. O politeísmo afrobrasileiro e a tradição arquetipal. Editora da Universidade de Brasilia. 1995.
- Las Estructuras Elementales de la Violencia. Ensayos sobre género entre la antropología, el psicoanálisis y los Derechos Humanos. Prometeo - Universidad Nacional de Quilmes. 2003. ISBN 987-558-018-X. Las Estructuras Elementales de la Violencia. Ensayos sobre género entre la antropología, el psicoanálisis y los Derechos Humanos. Prometeo - Universidad Nacional de Quilmes. 2003. ISBN 987-558-018-X. Las Estructuras Elementales de la Violencia. Ensayos sobre género entre la antropología, el psicoanálisis y los Derechos Humanos. Prometeo - Universidad Nacional de Quilmes. 2003. ISBN 987-558-018-X. Las Estructuras Elementales de la Violencia. Ensayos sobre género entre la antropología, el psicoanálisis y los Derechos Humanos. Prometeo - Universidad Nacional de Quilmes. 2003. ISBN 987-558-018-X.  Sê-ri: Derechos Humanos. Viejos vấn đề, nuevas miradas Dirigida por Baltasar Garzón.[7]
- La nación y sus otros: raza, etnicidad y diversidad religiosa en tiempos de políticas de la identidad. Prometeo Libros. 2007. ISBN 978-987-574-155-3.
- Los presos hablan sobre los derechos humanos en la cárcel. La Grieta, por Donde Asoma la Palabra. 2009. ISBN 978-987-25040-0-7. Los presos hablan sobre los derechos humanos en la cárcel. La Grieta, por Donde Asoma la Palabra. 2009. ISBN 978-987-25040-0-7. Los presos hablan sobre los derechos humanos en la cárcel. La Grieta, por Donde Asoma la Palabra. 2009. ISBN 978-987-25040-0-7.  Đồng tác giả với Rodolfo Brardinelli và Claudia Cesaroni
- La escritura en el cuerpo de las mujeres asesinadas en Ciudad Juárez. Tinta Limón. 2013. ISBN 978-987-27390-4-1.
- L'Oedipe Noir (París: Petite Bibliothèque Payot, biên tập Payot et Rivages, 2014)
- Las nuevas formas de la guerra y el cuerpo de las teeses (México, DF: Pez en el Árbol, 2014)
- Reinventar la izquierda en el siglo XXI. Universidad Nacional de General Sarmiento. 2014. ISBN 978-987-630-192-3. Reinventar la izquierda en el siglo XXI. Universidad Nacional de General Sarmiento. 2014. ISBN 978-987-630-192-3. Reinventar la izquierda en el siglo XXI. Universidad Nacional de General Sarmiento. 2014. ISBN 978-987-630-192-3.  (Obra colectiva)
- Aníbal Quijano: textos de fundación. Del Signo. 2014. ISBN 978-987-3784-04-0. Aníbal Quijano: textos de fundación. Del Signo. 2014. ISBN 978-987-3784-04-0. Aníbal Quijano: textos de fundación. Del Signo. 2014. ISBN 978-987-3784-04-0.  (Đồng tác giả)
- Des/decolonizar la universidad. Del Signo. 2015. ISBN 978-987-3784-16-3. Des/decolonizar la universidad. Del Signo. 2015. ISBN 978-987-3784-16-3. Des/decolonizar la universidad. Del Signo. 2015. ISBN 978-987-3784-16-3.  (Đồng tác giả)
- Genealogías críticas de la colonialidad en América Latina, África, Oriente. CLACSO. 2016. ISBN 978-987-722-157-2. Genealogías críticas de la colonialidad en América Latina, África, Oriente. CLACSO. 2016. ISBN 978-987-722-157-2. Genealogías críticas de la colonialidad en América Latina, África, Oriente. CLACSO. 2016. ISBN 978-987-722-157-2.  (Đồng tác giả)
- Construir estrategias para erradicar la violencia de género. Al Margen. 2016. ISBN 978-987-618-224-9. Construir estrategias para erradicar la violencia de género. Al Margen. 2016. ISBN 978-987-618-224-9. Construir estrategias para erradicar la violencia de género. Al Margen. 2016. ISBN 978-987-618-224-9.  (Đồng tác giả)
- La crítica de la colonialidad en ocho ensayos. Prometeo Libros. 2016. ISBN 978-987-574-825-5.
- La guerra contra las mujeres. Tinta Limón - Traficantes de sueños. 2017. ISBN 978-987-3687-26-6.
- Mujeres intelectuales: feminismos y liberación en América Latina y el Caribe. Consejo Latinoamericano de Ciencias Sociales - CLACSO. 2017. ISBN 978-987-722-247-0. Mujeres intelectuales: feminismos y liberación en América Latina y el Caribe. Consejo Latinoamericano de Ciencias Sociales - CLACSO. 2017. ISBN 978-987-722-247-0. Mujeres intelectuales: feminismos y liberación en América Latina y el Caribe. Consejo Latinoamericano de Ciencias Sociales - CLACSO. 2017. ISBN 978-987-722-247-0.  (Đồng tác giả)
- Más allá del decenio de los pueblos afrodescendientes. Consejo Latinoamericano de Ciencias Sociales - CLACSO. 2017. ISBN 978-987-722-267-8. Más allá del decenio de los pueblos afrodescendientes. Consejo Latinoamericano de Ciencias Sociales - CLACSO. 2017. ISBN 978-987-722-267-8. Más allá del decenio de los pueblos afrodescendientes. Consejo Latinoamericano de Ciencias Sociales - CLACSO. 2017. ISBN 978-987-722-267-8.  (Đồng tác giả)
- Contrapedagogías de la crueldad. Prometeo Libros. 2018. ISBN 978-987-574-911-5.